# Granada Club de Fútbol 2023-2024
Questa voce raccoglie le informazioni riguardanti il Granada Club de Fútbol nelle competizioni ufficiali della stagione 2023-2024.

## Maglie e sponsor
| Casa | Trasferta | Terza maglia |

## Rosa
In corsivo i calciatori ceduti durante la stagione
| N. |                       | Ruolo | Calciatore          |
| -- | --------------------- | ----- | ------------------- |
| 1  | Spagna (bandiera)     | P     | Raúl Fernández      |
| 2  | Uruguay (bandiera)    | D     | Bruno Méndez        |
| 3  | Portogallo (bandiera) | A     | Wilson Manafá       |
| 3  | Francia (bandiera)    | D     | Faitout Maouassa    |
| 4  | Spagna (bandiera)     | D     | Miguel Rubio        |
| 5  | Spagna (bandiera)     | D     | Jesús Vallejo       |
| 6  | Camerun (bandiera)    | C     | Martin Hongla       |
| 7  | Argentina (bandiera)  | A     | Lucas Boyé          |
| 8  | Uruguay (bandiera)    | A     | Matías Arezo        |
| 9  | Spagna (bandiera)     | A     | José María Callejón |
| 10 | Spagna (bandiera)     | C     | Antonio Puertas     |
| 11 | Albania (bandiera)    | A     | Myrto Uzuni         |
| 12 | Spagna (bandiera)     | D     | Ricard Sánchez      |
| 13 | Spagna (bandiera)     | P     | Marc Martínez       |
| 14 | Spagna (bandiera)     | D     | Ignasi Miquel       |
| 15 | Spagna (bandiera)     | D     | Carlos Neva         |
| 16 | Spagna (bandiera)     | D     | Víctor Díaz         |
| 17 | Israele (bandiera)    | A     | Shon Weissman       |

| N. |                      | Ruolo | Calciatore        |
| -- | -------------------- | ----- | ----------------- |
| 17 | Canada (bandiera)    | C     | Theo Corbeanu     |
| 18 | Serbia (bandiera)    | C     | Njegoš Petrović   |
| 18 | Polonia (bandiera)   | A     | Kamil Jóźwiak     |
| 19 | Senegal (bandiera)   | A     | Famara Diédhiou   |
| 19 | Uruguay (bandiera)   | A     | Facundo Pellistri |
| 20 | Spagna (bandiera)    | C     | Sergio Ruiz       |
| 21 | Spagna (bandiera)    | C     | Óscar Melendo     |
| 22 | Spagna (bandiera)    | A     | Alberto Perea     |
| 22 | Polonia (bandiera)   | D     | Kamil Piątkowski  |
| 23 | Spagna (bandiera)    | C     | Gerard Gumbau     |
| 24 | Spagna (bandiera)    | C     | Gonzalo Villar    |
| 25 | Argentina (bandiera) | P     | Augusto Batalla   |
| 26 | Spagna (bandiera)    | A     | Bryan Zaragoza    |
| 28 | Spagna (bandiera)    | D     | Raúl Torrente     |
| 29 | Spagna (bandiera)    | A     | Samu Omorodion    |
| 31 | Spagna (bandiera)    | P     | Adri Lopez        |
| 33 | Spagna (bandiera)    | D     | Álvaro Fernández  |

## Calciomercato

### Sessione estiva
| Acquisti         | Acquisti         | Acquisti         | Acquisti         |
| R.               | Nome             | da               | Modalità         |
| Altre operazioni | Altre operazioni | Altre operazioni | Altre operazioni |
| R.               | Nome             | da               | Modalità         |
| ---------------- | ---------------- | ---------------- | ---------------- |

| Cessioni         | Cessioni         | Cessioni         | Cessioni         |
| R.               | Nome             | a                | Modalità         |
| Altre operazioni | Altre operazioni | Altre operazioni | Altre operazioni |
| R.               | Nome             | da               | Modalità         |
| ---------------- | ---------------- | ---------------- | ---------------- |

### Sessione invernale
| Acquisti         | Acquisti         | Acquisti         | Acquisti         |
| R.               | Nome             | da               | Modalità         |
| Altre operazioni | Altre operazioni | Altre operazioni | Altre operazioni |
| R.               | Nome             | da               | Modalità         |
| ---------------- | ---------------- | ---------------- | ---------------- |

| Cessioni         | Cessioni         | Cessioni         | Cessioni         |
| R.               | Nome             | a                | Modalità         |
| Altre operazioni | Altre operazioni | Altre operazioni | Altre operazioni |
| R.               | Nome             | da               | Modalità         |
| ---------------- | ---------------- | ---------------- | ---------------- |

## Risultati

### Primera División

#### Girone di andata
| Arbitro: | Pulido Santana |

|                                          |           |               |
| Morata 45+4’ Depay 67’ M. Llorente 90+8’ | Marcatori | 62’ Omorodion |

| Arbitro: | González Fuertes |

|  |           |                        |
|  | Marcatori | 75’ Á. García 79’ Ciss |

| Arbitro: | Hernández Maeso |

|                                         |           |                          |
| Rubio 12’ Zaragoza 46’ Uzuni 70’ (rig.) | Marcatori | 38’ Prats 87’ Samú Costa |

| Arbitro: | Iglesias Villanueva |

|                                                             |           |                                               |
| Kubo 9’, 44’ Zubimendi 59’ Barrenetxea 67’ Bosch 76’ (aut.) | Marcatori | 35’ (aut.) Le Normand 83’ Boyé 90+9’ Zaragoza |

| Arbitro: | de Mera Escuderos |

|                    |           |                                                |
| Uzuni 63’ Boyé 85’ | Marcatori | 22’ Tsygankov 31’ Sávio 34’ D. López 89’ Couto |

| Arbitro: | De Burgos Bengoetxea |

|                    |           |  |
| K. Rodríguez 90+2’ | Marcatori |  |

| Arbitro: | Víctor García Verdura |

|          |           |          |
| Boyé 67’ | Marcatori | 51’ Diao |

| Arbitro: | González Fuertes |

|                         |           |                                              |
| L. Suárez 41’, 44’, 46’ | Marcatori | 66’ (rig.) Zaragoza 70’ R. Sánchez 86’ Uzuni |

| Arbitro: | Soto Grado |

|                  |           |                               |
| Zaragoza 1’, 29’ | Marcatori | 45+1’ Yamal 86’ Sergi Roberto |

| Arbitro: | Busquets Ferrer |

|                         |           |  |
| Budimir 11’, 59’ (rig.) | Marcatori |  |

| Arbitro: | Iglesias Villanueva |

|                          |           |                                       |
| R. Sánchez 29’ Uzuni 34’ | Marcatori | 18’, 23’ (rig.) G. Moreno 28’ Sørloth |

| Arbitro: | Víctor García Verdura |

|                     |           |  |
| Pepelu 45+7’ (rig.) | Marcatori |  |

| Arbitro: | Muñiz Ruiz |

|              |           |                  |
| Villar 45+4’ | Marcatori | 2’ Borja Mayoral |

| Arbitro: | Alberola Rojas |

|                                               |           |                  |
| Torrente 11’ (aut.) Rebbach 38’ Omorodion 55’ | Marcatori | 86’ (rig.) Uzuni |

| Arbitro: | González Fuertes |

|                      |           |  |
| Díaz 26’ Rodrygo 57’ | Marcatori |  |

| Arbitro: | Ortiz Arias |

|                         |           |                |
| de Galarreta 55’ (aut.) | Marcatori | 6’ I. Williams |

| Arbitro: | Sánchez Martínez |

|                   |           |  |
| Strand Larsen 20’ | Marcatori |  |

| Arbitro: | Busquets Ferrer |

|  |           |                                   |
|  | Marcatori | 23’ Pedrosa 32’ Ocampos 49’ Ramos |

| Arbitro: | Pulido Santana |

|                        |           |  |
| Uzuni 22’ Zaragoza 70’ | Marcatori |  |

#### Girone di ritorno
| Arbitro: | Cuadra Fernández |

|          |           |  |
| Isco 76’ | Marcatori |  |

| Arbitro: | Martínez Munuera |

|  |           |            |
|  | Marcatori | 54’ Morata |

| Arbitro: | García Verdura |

|                                 |           |  |
| Greenwood 21’ Borja Mayoral 36’ | Marcatori |  |

| Arbitro: | Busquets Ferrer |

|            |           |            |
| Méndez 43’ | Marcatori | 68’ Pejiño |

| Arbitro: | Ortiz Arias |

|                                |           |                                         |
| Yamal 14’, 80’ Lewandowski 63’ | Marcatori | 43’ R. Sánchez 60’ Pellistri 66’ Miquel |

| Arbitro: | Gil Manzano (Estremadura) |

|           |           |           |
| Uzuni 75’ | Marcatori | 9’ Pubill |

| Arbitro: | Hernández Hernández |

|  |           |                |
|  | Marcatori | 77’ A. Almeida |

| Arbitro: | Pulido Santana |

|                                            |           |                |
| Sørloth 7’, 19’, 66’ Capoue 32’ Guedes 47’ | Marcatori | 90+1’ Corbeanu |

| Arbitro: | Martínez Munuera |

|                         |           |                                          |
| Uzuni 21’ (rig.), 45+3’ | Marcatori | 33’ Sadiq 80’ Le Normand 85’ André Silva |

| Arbitro: | De Burgos Bengoetxea |

|            |           |  |
| Raíllo 85’ | Marcatori |  |

| Arbitro: | Cuadra Fernández |

|                |           |  |
| R. Navarro 51’ | Marcatori |  |

| Arbitro: | García Verdura |

|                          |           |  |
| Uzuni 9’ (rig.) Boyé 38’ | Marcatori |  |

| Arbitro: | Iglesias Villanueva |

|              |           |                       |
| Guruzeta 24’ | Marcatori | 6’ (aut.) I. Williams |

| Arbitro: | Hernández Hernández |

|                                    |           |  |
| Pellistri 29’ Uzuni 48’ Boyé 90+4’ | Marcatori |  |

| Arbitro: | Busquets Ferrer |

|                                       |           |  |
| Acuña 11’ En-Nesyri 51’ Lukebakio 80’ | Marcatori |  |

| Arbitro: | González Fuertes |

|  |           |                                         |
|  | Marcatori | 38’ F. García 45+2’ Güler 49’, 59’ Díaz |

| Arbitro: | De Mera Escuderos |

|                           |           |          |
| Lejeune 23’ De Frutos 80’ | Marcatori | 89’ Boyé |

| Arbitro: | Alberola Rojas |

|               |           |                             |
| B. Méndez 86’ | Marcatori | 61’ Strand Larsen 63’ Bamba |

| Arbitro: | Muñiz Ruiz |

|                                                                                |           |  |
| E. García 30’ Tsygankov 33’, 54’ Dovbyk 44’ (rig.), 75’, 90’ (rig.) Stuani 78’ | Marcatori |  |

### Coppa di Spagna
| Arbitro: | De Burgos Bengoetxea |

|  |           |                                        |
|  | Marcatori | 19’ Callejón 88’ Weissman 90’ Diedhiou |

## Statistiche

### Statistiche di squadra
| Competizione | Punti | In casa | In casa | In casa | In casa | In casa | In casa | In trasferta | In trasferta | In trasferta | In trasferta | In trasferta | In trasferta | Totale | Totale | Totale | Totale | Totale | Totale | DR  |
| Competizione | Punti | G       | V       | N       | P       | Gf      | Gs      | G            | V            | N            | P            | Gf           | Gs           | G      | V      | N      | P      | Gf     | Gs     | DR  |
| ------------ | ----- | ------- | ------- | ------- | ------- | ------- | ------- | ------------ | ------------ | ------------ | ------------ | ------------ | ------------ | ------ | ------ | ------ | ------ | ------ | ------ | --- |
| Liga         | 21    | 19      | 4       | 6       | 9       | 24      | 32      | 19           | 0            | 3            | 16           | 14           | 47           | 38     | 4      | 9      | 25     | 38     | 79     | -41 |
| Coppa del Re | -     |         |         |         |         |         |         | 1            | 0            | 0            | 1            | 0            | 3            | 1      | 0      | 0      | 1      | 0      | 3      | -3  |
| Totale       | -     | 19      | 4       | 6       | 9       | 24      | 32      | 20           | 0            | 3            | 17           | 14           | 50           | 39     | 4      | 9      | 26     | 38     | 82     | -44 |

### Andamento in campionato
| Giornata  | 1  | 2  | 3  | 4  | 5  | 6  | 7  | 8  | 9  | 10 | 11 | 12 | 13 | 14 | 15 | 16 | 17 | 18 | 19 | 20 | 21 | 22 | 23 | 24 | 25 | 26 | 27 | 28 | 29 | 30 | 31 | 32 | 33 | 34 | 35 | 36 | 37 | 38 |
| --------- | -- | -- | -- | -- | -- | -- | -- | -- | -- | -- | -- | -- | -- | -- | -- | -- | -- | -- | -- | -- | -- | -- | -- | -- | -- | -- | -- | -- | -- | -- | -- | -- | -- | -- | -- | -- | -- | -- |
| Luogo     | T  | C  | C  | T  | C  | T  | C  | T  | C  | T  | C  | T  | C  | T  | T  | C  | T  | C  | C  | T  | C  | T  | C  | T  | C  | C  | T  | C  | T  | T  | C  | T  | C  | T  | C  | T  | C  | T  |
| Risultato | P  | P  | V  | P  | P  | P  | N  | N  | N  | P  | P  | P  | N  | P  | P  | N  | P  | P  | V  | P  | P  | P  | N  | N  | N  | P  | P  | P  | P  | P  | V  | N  | V  | P  | P  | P  | P  | P  |
| Posizione | 17 | 20 | 15 | 16 | 18 | 19 | 19 | 19 | 19 | 19 | 19 | 19 | 19 | 19 | 19 | 19 | 19 | 19 | 19 | 19 | 19 | 19 | 19 | 19 | 19 | 19 | 19 | 19 | 19 | 19 | 19 | 19 | 19 | 19 | 19 | 19 | 19 | 19 |

Legenda:

Luogo: C = Casa; T = Trasferta. Risultato: V = Vittoria; N = Pareggio; P = Sconfitta.